# Patrick Staub
Patrick Staub (ur. 5 czerwca 1967 w Gstaad) – szwajcarski narciarz alpejski, uczestnik Zimowych Igrzysk Olimpijskich 1992 w Albertville i Zimowych Igrzysk Olimpijskich 1994 w Lillehammer.
Jego najlepszym wynikiem na zimowych igrzyskach olimpijskich jest 4. miejsce osiągnięte w Albertville w 1992 roku w slalomie.
Staub dwa razy brał udział w mistrzostw świata.
Najlepszym osiągniętym wynikiem na mistrzostwach jest 6. miejsce z superkombinacji w Vail w 1989 roku.
Staub startował w Pucharze Świata od sezonu 1989. Zadebiutował w Pucharze Świata 15 stycznia 1989 roku w slalomie w Kitzbühel, zajął 12. miejsce. Były to jednocześnie jego pierwsze punkty w Pucharze Świata.

## Osiągnięcia

### Zimowe igrzyska olimpijskie
| Igrzyska         | Konkurencja | Czas    | Wynik |
| ---------------- | ----------- | ------- | ----- |
| Albertville 1992 | Slalom      | 1:45.44 | 4.    |
| Lillehammer 1994 | Slalom      | 2:04.19 | 9.    |

### Mistrzostwa świata
| Mistrzostwa  | Konkurencja     | Czas    | Wynik |
| ------------ | --------------- | ------- | ----- |
| Vail 1989    | Superkombinacja | ?       | 6.    |
| Vail 1989    | Slalom gigant   | 2:41.07 | 12.   |
| Vail 1989    | Slalom          | 2:07.48 | 10.   |
| Morioka 1993 | Slalom          | 1:41.88 | 10.   |

### Puchar Świata

#### Miejsca w klasyfikacji generalnej
- 1988/1989 – 72.
- 1989/1990 – 102.
- 1990/1991 – 91.
- 1991/1992 – 26.
- 1992/1993 – 41.
- 1993/1994 – 51.
- 1994/1995 – 82.
- 1995/1996 – 64.